# Друштвени покрет
Друштвени покрети су облик колективног деловања усмерен на друштвену промену. Основна обележја су им неформалност чланства и јавност деловања. Класични примери су покрети за једнака људска права, мировни и еколошки покрети. Не постоји јединствена консензусна дефиниција друштвеног покрета. Они су велике, понекад неформалне, групације индивидуа или организација са фокусом на специфичне политичке или друштвене промене. Другим речима, они изводе, одупиру се или поништавају друштвене промене. Они пружају начин за темељне друштвене промене унутар нација.
Друштвени покрети могу бити дефинисани као „организационе структуре и стратегије које могу да оснаже потлачене популације тако да се успоставе ефикасни изазови и да се одупру моћнијим и напреднијим елитама”.
Политичке науке и социологија су развиле разне теорије и емпиријска истраживања о друштвеним покретима. На пример, нека истраживања у политици наглашавају однос између популарних покрета и формирања нових политичких партија као и расправљање о функцији друштвених покрета у односу на постављање програма и утицај на политику. Социолози разликују неколико типова друштвених покрета који истражују ствари као што су опсег, тип промене, метод рада, и временски оквир.

## Дефинисање
"Колективно понашање је неиституционализовани облик мобилизације на акцију која треба ублажити једну или више врста друштвених напетости на темељу неких општеприхваћених веровања." Нил Смелсер, Теорија колективног понашања, 1963.
За разлику од спонтаних масовних акција, као што су устанак или побуна, покрети имају одређени ниво намераване акције ради признатог друштвеног циља.
За разлику од политичких странака, немају чврсту организацију, али унутар великих покрета (нпр. раднички, еколошки, феминистички покрет) често се обликује неколико организованих политичких група. Њихово деловање не долази од одлука и подстицаја вођства, већ произлази из ставова и тежњи чланства, који обично делују унутар широког и лабавог организацијског оквира.
Тежња за променом је главни критеријум који их разликује од интересних група. Постојање покрета је симптом незадовољства друштвеним поретком.
Давид Аберле дефинише друштвени покрет као "организовани покушај групе људи да спроведу неку промену суочавајући се с отпором друге групе људи".

## Фазе развоја
Истраживачи уочавају 4 фазе развоја типичног социјалног покрета:
1. Настајање: полазна идеја да нешто не ваља, раширено незадовољство или свесна мањина.
2. Спајање: окупљање чланства, колективно дјеловање, повезивање с другима.
3. Бирократизација: јављање формалне структуре и процедуре, слабљење покрета.
4. Опадање: због постизања главног циља, лоше организације, слабог вођства, оскудних ресурса, непријатељске околине.

## Типологија покрета
- Према садржају и носиоцима деловања:

1. класни
2. национални
3. расни
4. културни
5. верски

- Према односу према друштвеним променама:

1. револуционарни
2. реформистички
3. конзервативни
4. реакционарни

- Према усмерењу (према појединцима или целом друштву) и ступњу промене (делимична или потпуна) разликујемо 4 типа покрета:

1. Алтернативни покрети - ограничене промене у неком делу становништва, нпр. Ново доба: преображење свести, вегетаријанство, медитација;
2. Спаситељски (месијански) покрети - радикална промена у изабраном делу популације, нпр. рано хришћанство, приступње покрету као поновно рођење;
3. Реформаторски покрети - ограничена промена у целом друштву; делују унутар систама;
4. Револуционарни покрети - темељна промена целог друштва; антисистемски покрети;

- Алан Турен разликује типа друштвених покрета, који одговарају трима фазама развоја модерног друштва:

1. Грађански покрет за права и слободе човека, чији је основни циљ слобода. Карактеристичан за трговачко друштво.
2. Раднички покрет, чији је основни циљ социјална правда. Типичан је за индустријско друштво.
3. Нови друштвени покрети чији је основни циљ самоуправа и аутономија. Боре се за право на сопствени начин живота и контролу над друштвеном самоделатношћу, а јављају се у постиндустријском друштву.

## Нови друштвени покрети
Међу истраживачима покрета је уобичајено разликовање старих и нових друштвене покрета, с обзиром на ниво друштва у ком делују и на циљеве деловања. Стари друштвени покрети делују унутар индустријског друштва, а њима доминирају питања раста и расподеле, сигурности и права. Нови покрети настају унутар постиндустријског друштва, које не зависи толико од индустријске производње, јер се темељи на информацијама и комуникацији (информацијско друштво, умрежено друштво). Развој технологије и њене примене, стварају нове ризике и претње: нуклеарни холокауст, индустријско загађење, културно унификовање, уништење околине, итд.
- Врсте нових покрета:

1. Мировни покрет  - три таласа: против атомске бомбе, против рата у Вијетнаму и против нуклеарног наоружања;
2. Антинуклеарни покрет - различит од мировног: против нуклеарне енергије и у војне и у цивилне сврхе;
3. Студентски покрети - јављају се крајем 1960-их, САД, Француска, Њемачка;
4. Еколошки покрет - 1970-их, антропоцентрички и биоцентрички приступ, радикална екологија:
5. Феминистички покрет - први талас: суфражеткиње, женско право гласа; други талас 1960-е, „ослобођење жена“ (улоге домаћице и мајке), либерални и радикални феминизам;
6. Глобализацијски покрети - 1990-е, анти и алтер-глобализам